# Adail Pinheiro

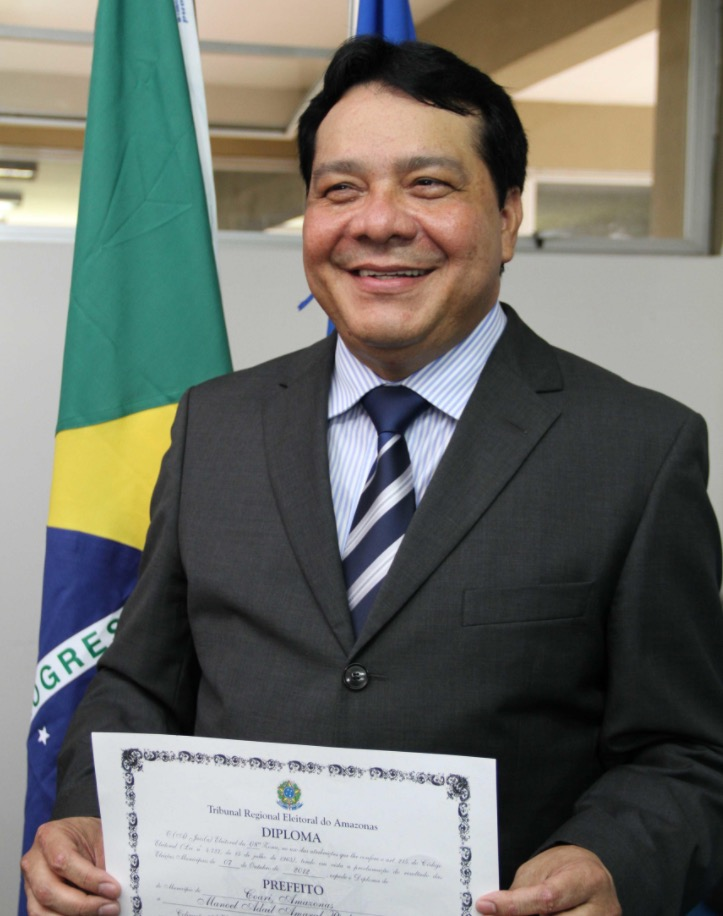
Adail Pinheiro

Adail Pinheiro (* 9. Dezember 1962 in Tefé) ist ein brasilianischer Unternehmer und Kommunalpolitiker.

## Werdegang
Pinheiro ist Mitglied des Partido Republicano Progressista (PRP). Bei den Kommunalwahlen 2012 wurde er zum Präfekten der Stadt Coari gewählt. Seine Amtszeit dauert vom 1. Januar 2013 bis 31. Dezember 2016.